# تصميم التقطير
تصميم التقطير (بالإنجليزية: Distillation Design) هو عنوان كتاب يقدم تحليلا كاملا لتصميم تقنية التقطير في الصناعة، و أعمدة التجزئة في مجالات تكرير النفط وصناعة الكيماويات والبتروكيماويات ومعالجة الغاز الطبيعي، وصناعة الأدوية والصناعات الغذائية وصناعة المشروبات الكحولية. وقد أصبح الكتاب مرجعا هاما في مجال الهندسة الكيميائية منذ نشره في فبراير 1992
وتشمل موضوعات الكتاب الآتي:
- توازن سائل وبخاره، القيمة K لتوازن السائل وبخاره ، و التطاير النسبي، النظم المثالية وغير المثالية، الرسوم البيانية للاطوار ، حساب نقطة الفقاقيع ونقطة التكثيف،
- ونظم التقطير الجزئي الرئيسية : حساب الطوابق النظرية، والرسوم البيانية، تقطير المخلوطات متعددة المكونات، تكوين أعمدة التجزئة وتنظيم درجة الحرارة،
- تصميم عملية التقطير، وتنسيق العملية : خفض كمية إعادة السريان، وخفض عدد المراحل، تنسيق ومفاضلة إعادة السريان، واختيار موضع إمداد المخلوط،
- طرق حساب موسعة : طريقة نقطة الفقاقيع، طريقة مجموع المعدلات، حسابات رقمية لتقنية (نيوتن-رابسون)، طريقة الداخل والخارج، وطريقة التهدئة، وطرق أخرى،
- تقطير بالتشغيلة : التقطير البسيط، إعادة سريان ثابتة، إعادة سريان متغيرة، متطلبات الغليان والوقت.
- تصميم الطوابق وكفاءتها، أنواع الطوابق، حجم الطوابق، إحداثيات حركة السوائل، وتعيين قطر العمود، تقدير الكفاءة وتقدير الترسيب،
- تصميم التعبئة وكفاءة التعبئة: طرق التعبئة، حركة السوائل والتعبئة، سعة التعبئة، حساب كفاءة التعبئة بطريقة وحدة الانتقال، وتعيين حجم الأعمدة المعبأة، وغيرها.

## اقرأ أيضا
- عمود معبأ
- حلقة راشينج
- تقطير جزئي
- تقطير النفط
- عمود تجزئة
- معادلة فينسك
- طبق نظري